# Robert Smolík
Robert Smolík (* 1977 Jičín) je český výtvarník, divadelník a vysokoškolský pedagog.

## Život a působení
Vystudoval Lepařovo gymnázium a scénografii na DAMU. Od roku 2004 působí jako odborný asistent na tamější Katedře Alternativního a loutkového divadla, kde mezi lety 2011 a 2019 vedl ateliér scénografie.
Spolupracoval s řadou divadelních scén a souborů, např. s Naivním divadlem Liberec, Divadlem Drak, Městským divadlem Kladno, Divadlem Alfa, Alfred ve dvoře, souborem Buchty a loutky, divadelní skupinou Handa Gote nebo Divadlem Minor. Kromě scénografie se věnuje také výrobě loutek, grafice a ilustracím. Podílel se na loutkách pro film Kuky se vrací, za film Čertí brko byl v roce 2018 spolu s Henrichem Borárosem nominován na Českého lva v kategorii filmová scénografie.
Žije v Jičíně s manželkou, výtvarnicí Radkou Mizerovou, a třemi dětmi. Od devadesátých let se angažuje v záchraně a kulturním oživování jičínských památek, zejména Valdštejnské lodžie a místní jezuitské koleje. Je autorem či spoluautorem naučných expozic, např. v jičínském Muzeu hry, ve Valdštejnské lodžii, v Zoo Liberec nebo v Domě přírody v Chráněné krajinné oblasti Litovelské Pomoraví.

## Ilustrace knih
- Geisler R., Smolík R. Čertí brko: pekelné masky a zpěvy (řevy). Praha 2018.
- Geisler R. Čertí brko. Praha 2018.
- Vosáhlo M., Mikeš V., Smolík R. Valdštejnův Jičín. Jičín 2014.
- Jirků, J. Tlukot a bubnování, aneb, Veliké putování tří skřítků za prstýnkem princezny Květušky, aneb, Tajemství největšího strašidla a bubáka Velkého Tlustce. Praha 2010.
- Brzáková P. Helinda a Klekánice. Praha 2009.